# Décharge de Ghazipur
Ne pas confondre avec Ghazipur (Uttar Pradesh).
La décharge de Ghazipur est une décharge d'ordures située à New Delhi en Inde.

## Histoire

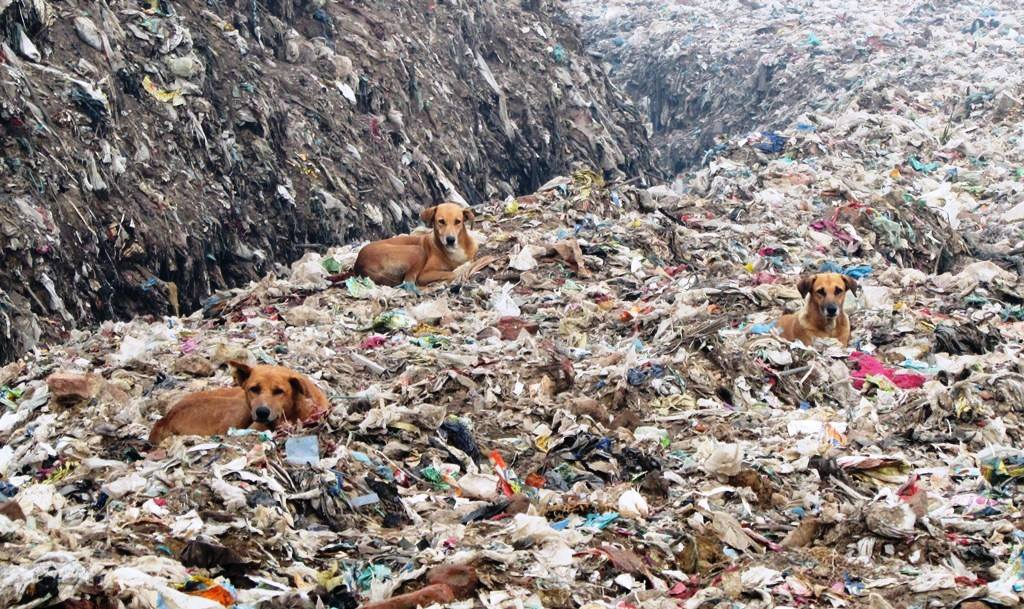
Des chiens errants vivant dans les ordures de la décharge.

L'ouverture de la décharge de Ghazipur a eu lieu en 1984. Sa fermeture avait été planifiée pour 2002, mais elle n'a pas eu lieu.
En 2017, l'effondrement d'une partie de la décharge fait deux morts.
Un important incendie se déclare le dimanche 21 avril 2024, dégageant des fumées toxiques dans le péricentre de New Delhi. L'incendie est maîtrisé le lendemain, mais des fumeroles continuent alors de s'échapper du site.

## Une des principales décharges de New Delhi
En 2019, cette décharge mesure près de 60 mètres de haut alors que la hauteur maximale autorisée est de 20 mètres. Elle atteint presque 73 mètres cette même année, soit la hauteur du Taj Mahal. En 2021, une hauteur de 70 mètres est atteinte.
Entre 2000 et 3000 tonnes de déchets continuent d'être apportés chaque jour par une noria de plusieurs centaines de camions, sur les 11000 tonnes de déchets produits quotidiennement à New Delhi. Les deux autres décharges les plus importantes de la ville sont Okhla et Narela-Bawana. Un plan de recyclage prévoit de compacter les déchets pour en faire un revêtement de route.